# Opavský páv
Opavský páv je mezinárodní soutěžní filmový festival, který se zaměřuje zejména na tvorbu studentů zejména z Česka, Polska a Slovenska. Festival je koncipován jako nezisková akce a vstup na všechny projekce je zdarma. Soutěží se v pěti kategoriích: hraný film, hraný film krátkometrážní (do 5 minut), dokumentární film, animovaný film a videoklip. Celkový vítěz pak získává hlavní cenu: Absolutního páva. Uděluje se rovněž divácká cena, o níž hlasují návštěvníci projekcí. Festival organizuje oddělení audiovizuální tvorby Slezské univerzity v Opavě.
Název festivalu odkazuje na logo města Opava a legendu o vzniku názvu města – dva kupci se údajně hádali o páva. Autorem názvu je Jaroslav Zajíček.

## První ročník
První ročník festivalu se konal 28. – 30. dubna 2014 a své filmy do něj přihlásili studenti z českých (FAMU, FAMO, UTB, Ostravské a Karlovy), polských (Lodz Film School, Univerzita v Gdaňsku) a slovenských vysokých škol (VŠMU Bratislava, Akademie umění v Banské Bystici).
Ve festivalové porotě zasedali Vica Kerekes, Adam Dvořák, Małgorzata Stępnik, Monika Horsáková a Irena Kocí. Hlavní cenu, Absolutního páva, získal osmiminutový animovaný snímek Malý Cousteau, natočený Jakubem Kouřilem z FAMU.

## Další ročníky
Druhý ročník se konal 27. – 29. dubna 2015. Kromě českých, polských a slovenských se promítaly také filmy studentů z Velké Británie, Rakouska, Belgie, Kanady, Chile, Singapuru nebo Argentiny.
Třetí ročník proběhl ve dnech 2. až 5. května 2016. V rámci programu tohoto ročníku proběhly mimo promítání filmů také besedy a workshopy se studenty a pedagogy z oboru Audiovizuální tvorba Slezské univerzity. Poprvé byla také udělena Divácká cena.
Čtvrtý ročník se konal od 2. do 4. května 2017 a opět nabídl nejen filmové projekce soutěžních snímků, ale také bohatý doprovodný program. Festival proběhl v budově opavské Slezanky, tento jinak zatím nevyužívaný prostor organizátoři zaplnili nejen výstavami, ale i řadou filmových workshopů.
V roce 2022 se konal 9. ročník mezinárodního festivalu.